# Georg Sachs
Georg Sachs (Georg Oskar Sachs, auch George Sachs; geboren 5. April 1896 in Moskau, Russisches Kaiserreich; gestorben 30. Oktober 1960 in Syracuse (New York)) war ein in Russland geborener deutscher und US-amerikanischer Metallurge und Wissenschaftler im Bereich der Materialwissenschaft und Werkstofftechnik.

## Leben
Georg Sachs war ein Sohn des Siegfried Sachs und der Clara Hirschfeld. Die Familie Sachs emigrierte 1901 von Moskau nach Königsberg in Preußen. Georg Sachs machte 1914 das Abitur und war ab 1914 Soldat im Ersten Weltkrieg, von dem er 1918 schwer verletzt als Leutnant mit dem Eisernen Kreuz erster Klasse nach Berlin zurückkehrte. Danach studierte er Ingenieurwissenschaften an der Technischen Hochschule Charlottenburg, machte 1920 das Diplom und wurde 1923 zu seiner Arbeit „Über die Reibung fester Körper“ als Doktoringenieur promoviert. Sachs heiratete 1924 Lieselotte Lehmann, sie hatten drei Kinder, darunter den Astrophysiker Rainer K. Sachs. Da Sachs jüdischer Abstammung war emigrierte mit seiner Familie 1937 nach Amerika. Der Schwester und Ärztin Martha gelang die Flucht aus Deutschland, der Bruder Heinrich, Gründer der Firma Russischer Buchhandel Heinrich Sachs in Berlin, wurde Opfer des Holocaust.
Er arbeitete zunächst im Berliner Kaiser-Wilhelm-Institut für Metallforschung. Aus der Zusammenarbeit mit dem sowjetischen Gastwissenschaftler G. W. Kurdjumow resultierte die Kurdjumow-Sachs-Orientierungsbeziehung, die den Orientierungszusammenhang zwischen Austenit und Martensit in Stählen beschreibt. Sachs erhielt 1930 eine a.o. Professur an der TU-Berlin und führte mit Ernst Schiebold ein Laboratorium für die Metallindustrie in Berlin-Dahlem. Weiter lehrte an der Johann Wolfgang Goethe-Universität Frankfurt am Main (1930–1935) und war 1932–1938 auswärtiges wissenschaftliches Mitglied der Kaiser-Wilhelm-Gesellschaft für Metallforschung (KWI) sowie späteres Mitglied in der Max-Planck-Gesellschaft (MPG). Ab 1935 war er Vizepräsident und Forschungsdirektor der Dürener Metallwerke. In Amerika lehrte er am Case Institute of Technology und veröffentlichte weitere Forschungsarbeiten.

## Schriften (Auswahl)
- Grundbegriffe der mechanischen Technologie der Metalle., 1925, OCLC 13372175
- Der Zugversuch., 1926/27, OCLC 10091589.
- Plastische Verformung., 1930, OCLC 4676934.
- Praktische Metallkunde. 1933, OCLC 830655263
  - Practical metallurgy. 1940.
  - mit Kent Robertson Van Horn: Practical Metallurgy: Applied Physical Metallurgy and the Industrial Processing of Ferrous and Nonferrous Metals and Alloys. American Society for Metals, 1944.
- Spanlose Formung der Metalle. Eigenspannungen in Metallen. Akademische Verlagsgesellschaft, 1937
- mit Vsevolod Nicholas Krivobok: Forming of Austenitic Chromium-nickel Stainless Steels. International Nickel Company, 1947.
- mit Oscar Hoffman: Introduction to the Theory of Plasticity for Engineers. McGraw-Hill, 1953
- Fundamentals of the Working of Metals. Interscience Publishers, 1954.
- mit Henry Edward Voegeli: Principles and Methods of Sheetmetal Fabricating. Krieger Publishing Company, Malabar 1966, ISBN 0-442-15171-3.

## Auszeichnungen und Ehrungen
- Im Jahr 1950 wurde Sachs von der Max-Planck-Gesellschaft zum Auswärtigen wissenschaftlichen Mitglied am damaligen Max-Planck-Institut für Metallforschung ernannt.[5]
- Im Jahr 1953 wurde Sachs von der American Society for Metals  als einer der herausragenden nordamerikanischen Metallurgiewissenschafter geehrt.[6]
- Im Jahr 1957 wurde Sachs mit der Carl-Friedrich-Gauß-Medaille ausgezeichnet.
- Im Jahr 1958 wurde Sachs als Ehrensenator der Technischen Universität Berlin geehrt.[7]
- Seit 1968 verleiht die Deutsche Gesellschaft für Materialkunde jährlich den »Georg-Sachs-Preis«.[8]